# Cyclone Dumile
Le cyclone Dumile est un système tropical appartenant à la saison cyclonique 2012-2013 dans l'océan Indien sud-ouest formé le 28 décembre 2012. Sur l'île de La Réunion, aucun mort n'est à déplorer, mais 14 blessés légers ont été dénombrés. Le cyclone se dissipe le 8 janvier 2013.

## Évolution météorologique
Le 28 décembre 2012, une zone de basse pression s'organise et gagne significativement en convection. Dumile se dissipe le 8 janvier 2013.
La pré-alerte cyclonique a été déclenchée par le préfet de la Réunion le lundi 31 décembre 2012 à 16h. Elle concernait l’ensemble de l’île. L’alerte orange a été annoncée le mercredi 2 janvier 2013 à 10h par le préfet de La Réunion, Jean-Luc Marx, ayant entraîné la fermeture des crèches et des centres de vacances. L'alerte orange n'avait pas été déclenchée depuis 2007 sur l'île.
Une « vigilance forte houle » entrera en vigueur à compter de 19h, suivie d'une « vigilance vents forts » à compter de minuit. Des rafales de vent pouvant atteindre 130 km/h en fin de nuit et 150 km/h dans la journée de jeudi sont annoncées par Météo France.
Les deux aéroports de l'île, Gillot (nord) et Pierrefonds (sud) ferment à compter de 21h après le décollage du dernier avion pour la métropole. Tous les bateaux ont dû quitter le port de commerce malgré un temps qui est resté clément dans la journée, avec des vents faibles et peu de pluie.
L’alerte rouge a été déclenchée le jeudi 3 janvier à 10h, suivie de la phase de sauvegarde ayant débuté le 3 janvier à 20h jusqu’au 4 janvier à 20h.

## Préparations et impact
Aucun mort n'est à déplorer, mais 14 blessés légers furent dénombrés. L'agriculture a subi d'importants dégâts agricoles, avec des pertes atteignant 31 millions d'euros. Les pertes assurées furent estimées à 3,5 millions d’euros.

### Île Maurice
Une alerte est maintenue sur l'île Maurice le jeudi 3 janvier et l'activité économique tourne au ralenti. De nombreux vols à l'aéroport international Sir-Seewoosagur-Ramgoolam de Plaisance en partance pour de La Réunion et certains programmés pour Rodrigues ont été annulés. Certains départs vers l'Europe et l'Asie ont dû être avancés de plusieurs heures tandis que les arrivées ont été repoussées. Le transport public tourne également au ralenti et peu d'autobus circulent. Plusieurs voies principales sont par ailleurs encombrées par des chutes d'arbres ; des sapeurs-pompiers et policiers ont été déployés pour déblayer les routes. Selon un communiqué de la météo mauricienne, le cyclone tropical Dumile était centré à 10 h en latitude 20,2 degrés sud et longitude 54,5 degrés est.

### La Réunion
Le mercredi 2 janvier 2013, une alerte cyclonique orange est émise sur l'île de La Réunion.  La population est appelée à faire des stocks de vivres et d'eau et les femmes enceintes de neuf mois ont été invitées à se rapprocher des centres hospitaliers. Le lendemain, elle passe en alerte cyclonique rouge, le jeudi 3 janvier 2013 à 10 h heure locale (7 h en France métropolitaine) sur l'île de La Réunion, alerte annoncée par le préfet Jean-Luc Marx. Des vents violents commencent à balayer l'ouest de l'île depuis le début de la matinée, atteignant 176 km/h sur les hauteurs. 
Le cyclone frappe l'île durant l'après-midi aux alentours de 13 h. Des réseaux électriques ont été touchés privant ainsi 68 000 foyers d'électricité. De nombreux Réunionnais, enfermés chez eux, témoignent en direct par radio des dégâts que cause le cyclone. De nombreuses routes qui relient le Nord et l'Ouest de l'île, ont été fermées à la circulation bien avant l'application de l'alerte rouge. 170 personnes ont été admises dans les centres d'hébergement, et 15 ont rejoint les « centres de vie chargés d'accueillir des malades qui ne peuvent pas se soigner chez eux », précise le préfet de l'île. 
Ce cyclone a eu des conséquences importantes sur les réseaux d’eau et d’électricité en raison de chutes d'arbres et de branchages, essentiellement à l'ouest et au sud de l'île. Au cours de la journée du 3 janvier, 80 000 foyers ont été privés d’électricité à la suite de ruptures de câbles dues à des chutes d’arbres, à la force du vent et à la pluie. Par ailleurs, dans la soirée du 3 janvier, on comptait environ 105 000 foyers privés d’eau ou alimentés par une eau de qualité dégradée, sur un total de 305 600 abonnés. Plusieurs radiers ont été emportés (rivière Saint-Étienne, Ouaki), ce qui a entraîné des difficultés de circulation les jours suivants
L'alerte cyclonique est levée à 20 h heure locale.